# PAMP
I PAMP (acronimo inglese di Pathogen Associated Molecular Patterns, traducibile in italiano come profili molecolari associati ai patogeni) sono delle molecole o porzioni di molecole caratteristiche di alcuni patogeni che non sono espresse dalle cellule dell'organismo ospitante, ed identificate dall'immunità innata. Le quali molecole dell'immunità innata non riescono a riconoscere se queste molecole sono "self" o "non self". La gamma di PAMP riconosciuta dall'immunità innata, è tuttavia limitata, ridotta a circa un migliaio di strutture differenti, dal momento che i recettori per il riconoscimento dei profili (Pattern Recognition Receptors, in sigla PRR, di cui fanno parte i Toll-like receptors, TLR) hanno una variabilità molto inferiore rispetto a quelli dell'immunità adattativa, che può riconoscere diversi milioni di molecole differenti.
Alcuni dei PAMP più comuni sono il lipopolisaccaride (LPS) espresso da molti batteri, gli RNA a doppio filamento virali, le sequenze CpG non metilate, il residuo terminale di mannosio tipicamente assente nelle glicoproteine dei mammiferi. I recettori PRR sono codificati nella linea germinativa e sulle cellule di una stessa linea tutti i recettori sono identici. L'efficacia di questo tipo di risposta immunitaria risiede nel fatto che colpisce quasi sempre strutture essenziali per la sopravvivenza o per l'infettività del patogeno.

## Il termine
Il termine "PAMP" è stato oggetto di critiche in quanto la maggior parte dei microbi, non solamente quelli patogeni, sono associate alle molecole di tipo PAMP, per le quali è stato quindi proposto il termine sostitutivo di modello molecolare associato a microbo (MAMP).  È stato ipotizzato che la forma PAMP (specifico del patogeno) potesse essere causata da un segnale virulento in grado di legarsi ad un recettore del patogeno, in combinazione con un MAMP. 

L'immunologia del Regno Vegetale tratta spesso i termini "PAMP" e "MAMP" come se fossero equivalenti, considerando il loro riconoscimento come il primo passo nella costruzione di una difesa immunitaria dell'organismo vivente. Questa fase consiste in una reazione immunitaria attivata da PAMP (PTI) relativamente debole che si verifica quando la pianta ospite non riconosce agenti patogeni tali da non rappresentare un danno potenziale che moduli una risposta immunitaria vera e propria.

## Nei micobatteri
I micobatteri sono batteri intracellulari che sopravvivono all'interno dei macrofagi, grazie alla protezione di una barriera lipidica, arricchita da polisaccaridi e da acido micolico in elevate concentrazioni. Questi costituenti allo stato puro fungono da attivatori principalmente della TLR2, ed anche della TLR4. I lipomannani (LM) ed i lipoarabinomannani (LAM) interparietali sono lipoglicani immunomodulanti forti e sono anche estensioni dei fosfatidilinositolomannosidi (PIMs).

Una combinazione di TLR2 e di TLR1 è in grado di discriminare e di conseguenze agira di selettivamente e in modo differenziato in presenza del microbo-causa materiale della tubercolosi ovvero degli antigeni delle lipoproteine parietali, che inducono anche la produzione di citochine da parte dei macrofagi. La TLR9 può essere attivato dal DNA micobatteriale.